# سیارک ۲۰۳۵۷
سیارک ۲۰۳۵۷ (به انگلیسی: 20357 Shireendhir، نامگذاری:1998HP147) بیست هزار و سیصد و پنجاه و هفتمین سیارک کشف شده‌است که در ۲۳ آوریل ۱۹۹۸ کشف شد.
قدر مطلق سیارک برابر ۱۷.۰ است.